# きたきゅうたいむ
きたきゅうたいむは、NHK北九州放送局が2009年4月から2018年3月まで金曜日に9年間放送していた、昼前の地域情報番組。

## 概要と歴史
北九州局エリアでは、昼前の番組については福岡放送局との共同制作という形を長くとり、その中で局発枠を確保して情報を発信していたが、2008年度改編においてこの枠が消されてしまった。
そこで、翌2009年度の改編において、金曜日のみ県域枠で差し替えを実施する方針を決め、当時放送されていた『ぐるっと8県 九州沖縄』の福岡県域枠本編を差し換える“番組内番組”の形で始めた。2010年度からは日本気象協会から気象予報士を招き、完全差し替えを実現させた。
NHK全体の働き方改革に伴う地域放送縮減で、2018年3月16日の放送を最後に終了した。以後は『はっけんTV』の垂れ流しに移行。

## 放送時間
2009年度
11:45 - 11:54（「気象情報」は『ぐるっと』に戻る）
2010年度以降
11:45 - 11:59.55
（11:54からの気象情報前半3分（全国ネット版）は東京発。）

## 主なコーナー
- 夕方のニュース番組との共通素材企画
  - ゆかドコ!…猪崎が地元の人も知らないエリアの諸々を調査するコーナー
- 料理コーナー「益元泰江のますますクッキング」
  - 不定期に「アウトドア編」と称し、MCと益元が食材生産の現場へ赴いて進行する。

## 出演者
| 年度            | 進行                                   | 気象予報士 |
| --------------- | -------------------------------------- | ---------- |
| 2009            | 牧陽子                                 | ‐          |
| 2010            | 桧山千尋                               | 岸真弓     |
| 2011            | 桧山千尋                               | 岸真弓     |
| 2012            | 桧山千尋                               | 君島由希子 |
| 2013            | 猪崎由華                               | 君島由希子 |
| 2014.4〜8       | 猪崎由華                               | 君島由希子 |
| 2014.9          | 猪崎由華                               | 吉竹顕彰   |
| 2014.10〜2015.2 | 猪崎由華                               | （不在）   |
| 2015.4〜2017.3  | 猪崎由華                               | 甲斐隆宏   |
| 2017.4〜2018.3  | （アナウンサーによるローテーション制） | （不在）   |

- 2015年3月は国会中継（第189回国会 衆議院及び参議院予算委員会 平成27年度予算案質疑）・高校野球（第87回選抜高等学校野球大会）で枠が潰れ放送自体が無かった。

## 関連番組
- ぐるっと8県 九州沖縄
- はっけんTV